# Crash of the Titans
Crash of the Titans — видеоигра серии Crash Bandicoot в жанре платформер с элементами hack and slash, изданная для консолей и мобильных телефонов в 2007 году. В России игра была издана компанией Soft Club под названием «Крэш: Битва титанов».
В основе сюжета игры лежит открытие новой таинственной субстанции известной как моджо (англ. Mojo), которой пытается завладеть главный антагонист серии — Доктор Нео Кортекс. Он планирует использовать его для создания из жителей островов Вумпа (англ. Wumpa Islands) армии верных мутантов-воинов известных как «титаны». Крэш Бандикут должен помешать этим планам, собирая моджо и пользуясь техникой подчинения себе мутировавших титанов.
Нина Кортекс (англ. Nina Cortex) предаёт своего дядю, и в игре выступает в роли главного босса.

## Сюжет
События игры Crash of the Titans происходят на родине Крэша, острове Вумпа. История начинается в джунглях рядом с домом Крэша и его семьи. Он и Кранч соревнуются по отжиманиям. Вдруг прилетает Доктор Нео Кортекс, крадёт сестру Крэша — Коко. Кранч подвергается заморозке и так остаётся в кубе льда по шею до конца игры. Позже Крэш путешествует по лесам, горам и попадает на вулкан, где гигантские стальные комары сосут минералы из земли. Следующие несколько эпизодов проходят на артиллерийском бомбардированном пляже, где Крэш проникает в ракетный завод доктора Н.Джина, коллеги доктора Кортекса. Предпоследняя область — это гигантское дерево, расположенное посередине острова. Это дерево держит целый дом, принадлежащий Ука-Ука, одному из антагонистов серии. Заключительные моменты игры происходят в логове Нины Кортекс, племянницы доктора Кортекса, которая решила сместисть дядю со счетов. Конец игры происходит в роботе Думинаторе.

## Игровой процесс
Crash of the Titans — игра с элементами платформера, в которой игрок управляет Крэшем Бандикутом, главной целью которого является спасение его сестры Коко и спасение его дома, острова Вумпа, от уничтожения главным антагонистом, управляющим гигантским роботом.
Крэш начинает игру с четырьмя жизнями. Длина каждой из жизней привязана к его счетчику здоровья, который уменьшается всякий раз, когда Крэш повреждается от вражеских атак или падений.  Игрок может пополнить счетчик здоровья съедая вумпа фрукты разбросанные по уровням и выпадающие из врагов. Кроме того, игрок может выиграть дополнительную жизнь, собрав 25 000 моджо или собрав редкий золотой вумпа фрукт. После того, как последняя жизнь потеряна, игрок может продолжить игру, перезапустив текущий эпизод. 
Игра Crash of the Titans имеет двадцать уровней. Каждый уровень разделен на эпизоды и каждый из них имеет свое название, которое обычно является отсылкой на популярную культуру (например, «The Blizzard of Claws»). Эпизоды линейны, хотя игрок может воспроизвести любой эпизод, который был завершен, в меню игры. Каждый эпизод содержит портал, который ведёт к арене мини-игры, где игрок должен выполнить задание за установленное время. Обычно задача состоит в том, чтобы собрать определенное количество Моджо, или просто победить определенное количество врагов. В конце каждого эпизода игрок получает бронзовую, серебряную или золотую куклу вуду. Ранг в игре может повышаться путём победы над множеством маленьких приспешников Кортекса, уничтожением трех роботизированных туалетов или нанесением максимального количества последовательных ударов в бою (комбо). Если выполнить все три задания, то в конце эпизода игрок получает золотую куклу вуду. Если нет, то серебряную или бронзовую соответственно. Так же на каждом уровне присутствуют скрытые куклы вуду которые открывают концепт-арты каждого эпизода. 
В то время как в предыдущих играх Крэш вращался или атаковал противника, Crash of the Titans даёт ему больше возможностей для атаки. В начале игры Крэш имеет легкую и мощную атаки, а также может ставить блок, уворачиваться и пробивать блок противника. Когда набирается достаточно моджо, Крэш улучшает свои способности, либо получает новую атаку. Его классическая атака вращением, теперь еще и позволяет ему парить в воздухе. В игре присутствует маска Аку-Аку, которая даёт игроку основные инструкции и советы. Ее так же можно использовать как щит от вражеских атак и как скейтборд для передвижения в определённых локациях, а также сойдёт для быстрого передвижения.
В то время как маленькие приспешники требуют только одной комбинированной атаки для поражения, более крупные враги, известные как «Титаны», требуют больше усилий для подчинения. Каждый из пятнадцати уникальных титанов в игре имеет измеритель в виде звезд, который указывает, насколько близко они приближены к потери сознания. Счетчик поднимается, когда Крэш начинает атаковать Титана и истощается, когда он останавливается. Когда счетчик заполнен, Титан оглушён и Крэш может подчинить его себе. В управлении титаны подобны управлению Крэшем. Помимо большего здоровья они имеют фиолетовую полосу которая отражает энергию для супер атаки. Сила Титана зависит от его размера; Более крупные титаны будут прилагать больше усилий, чтобы победить, и некоторые из них невосприимчивы к атакам Крэша. Чтобы победить их, нужно подчинить титана по-меньше. Если после ошеломления Титана, продолжать его добивать или просто бездействовать — из него выпадет моджо и с небольшой вероятностью вумпа фрукт.
Версия Crash of the Titans для Nintendo DS содержит аналогичный игровой процесс. Игра проходит на четырёх островах, каждый с двумя уровнями и боссом. Новый остров открывается после победы над очередным боссом.

### Совместная игра
Игрок, использующий второй контроллер, может присоединиться к игре в любое время в форме белой версии Крэша известной как Карбон Крэш. Второй игрок появляется в рюкзаке первого игрока и может выпрыгивать из него. Второй игрок должен оставаться в рюкзаке, если первый игрок находится в воздухе или карабкается по стене. Существуют два режима мультиплеера. В режиме «Leapfrog Mode» игроки переключаются каждый раз, когда первый игрок прыгает, а в режиме «Piggyback» каждый игрок оснащен собственным рюкзаком и может скрываться в рюкзаке другого игрока.

## Персонажи
Из предыдущих игр серии в эту перекочевало девять персонажей, которые получили новый дизайн и озвучивание.
Крэш Бандикут — главный герой серии, эксперимент доктора Кортекса который сбежал и теперь противостоит ему.
Коко Бандикут — сестра Крэша, гений-механик.
Кранч Бандикут — приемный брат Коко и Крэша.
Аку Аку — маска дающая советы и помогающая игроку.
Ука Ука — злой брат Аку Аку, один из антагонистов серии.
Доктор Нео Кортекс — безумный учёный, жаждущий захватить мир. Создал Крэша и Титанов.
Нина Кортекс — племянница Кортекса, является куда более амбициозной и эгоистичной, чем её дядя.
Доктор Н.Джин — коллега и правая рука Кортекса, так же один из антагонистов.
Тайни тигр — злодей серии помогающий Кортексу в его планах.

## Оценки и мнения
| Сводный рейтинг    | Сводный рейтинг | Сводный рейтинг | Сводный рейтинг | Сводный рейтинг | Сводный рейтинг |
| Издание            | Оценка          | Оценка          | Оценка          | Оценка          | Оценка          |
| Издание            | DS              | PS2             | PSP             | Wii             | Xbox 360        |
| ------------------ | --------------- | --------------- | --------------- | --------------- | --------------- |
| GameRankings       | 72.00%          | 71,86 %         | 70.00%          | 71,03 %         | 64,79 %         |
| Metacritic         | 73/100          | 70/100          | 63/100          | 69/100          | 65/100          |
| Иноязычные издания |                 |                 |                 |                 |                 |
| Издание            | Оценка          | Оценка          | Оценка          | Оценка          | Оценка          |
| Издание            | DS              | PS2             | PSP             | Wii             | Xbox 360        |
| Eurogamer          | N/A             | N/A             | N/A             | N/A             | 5/10            |
| GameRevolution     | N/A             | N/A             | N/A             | N/A             | C+              |
| GameSpot           | N/A             | 7.0/10          | N/A             | 7.0/10          | N/A             |
| GameZone           | 6.9/10          | N/A             | N/A             | 6.8/10          | 6.4/10          |
| IGN                | 8.0/10          | N/A             | 6.3/10          | N/A             | 6.5/10          |
| VideoGamer         | N/A             | N/A             | N/A             | 7/10            | N/A             |

Игра Crash of the Titans получила смешанные оценки. Более негативные отзывы сводятся к неповоротливой камере, быстрой проходимости, малым разнообразием геймплея и отсутствию отличительного стиля, по сравнению с прошлыми играми серии. Несмотря на посредственную реакцию, Crash of the Titans был номинирован на две награды.